# Roisey
Roisey ist eine französische Gemeinde mit 1.006 Einwohnern (Stand: 1. Januar 2022) im Département Loire in der Region Auvergne-Rhône-Alpes. Sie gehört zum Arrondissement Saint-Étienne und zum Kanton Le Pilat. Die Einwohner werden Roisaires genannt.

## Lage
Die Gemeinde Roisey liegt im Regionalen Naturpark Pilat, etwa 22 Kilometer ostsüdöstlich von Saint-Étienne. Umgeben wird Roisey von den Nachbargemeinden Pélussin im Norden, Bessey im Osten, Maclas im Südosten, Véranne im Süden sowie Doizieux im Westen. Im Westen reicht das Gemeindegebiet bis an die höchsten Gipfel des Gebirgsstockes Mont Pilat, einem nordöstlichen Ausläufer des Zentralmassives. Die höchsten Berge in Roisey sind:
- Crêt de l’Oeillon, 1364 m
- Les Trois Dents mit den Einzelgipfeln
  - Pic du Midi, 1213 m
  - Roche Anglane, 1164 m

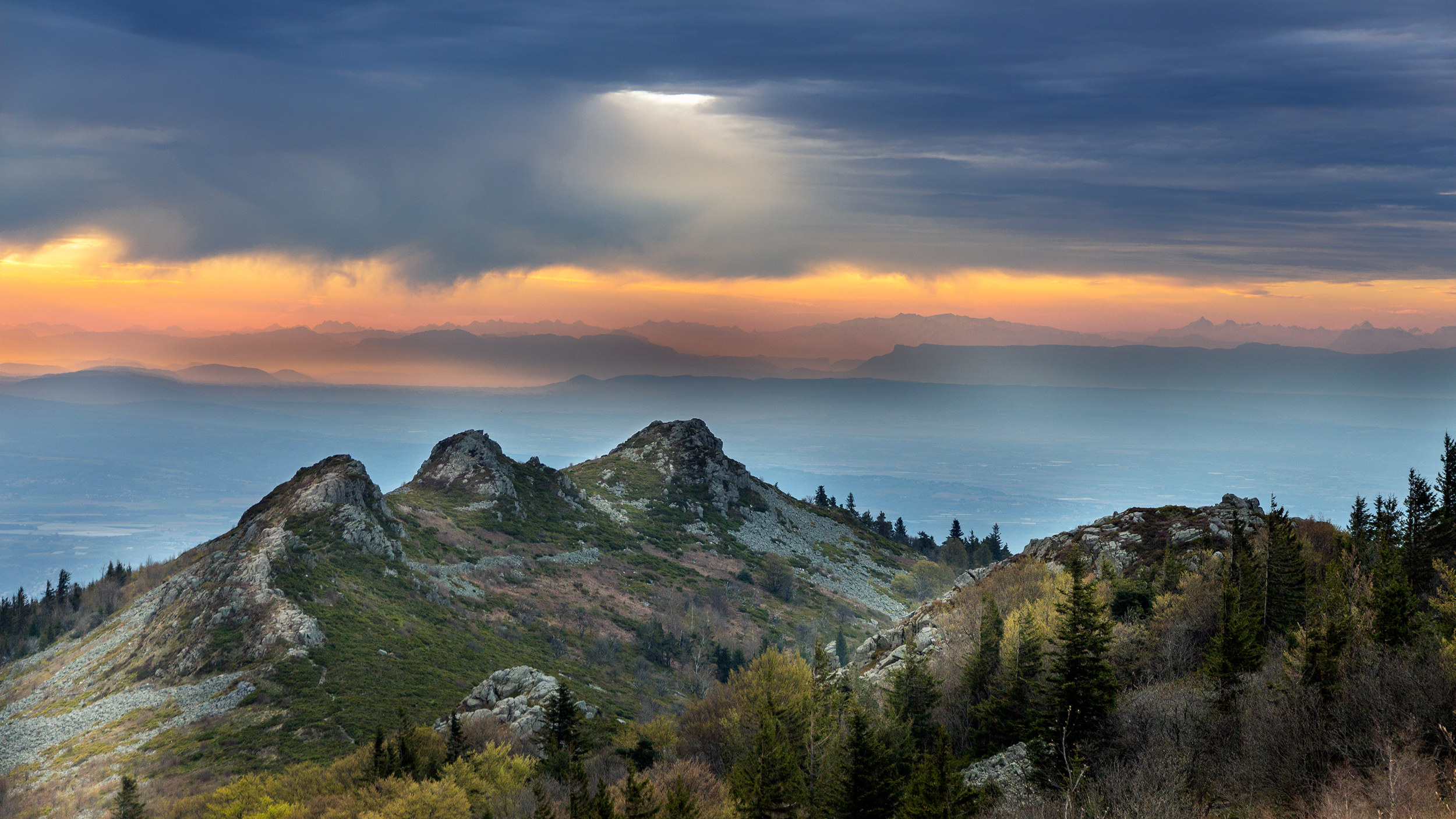
Les Trois Dents („Die drei Zähne“)
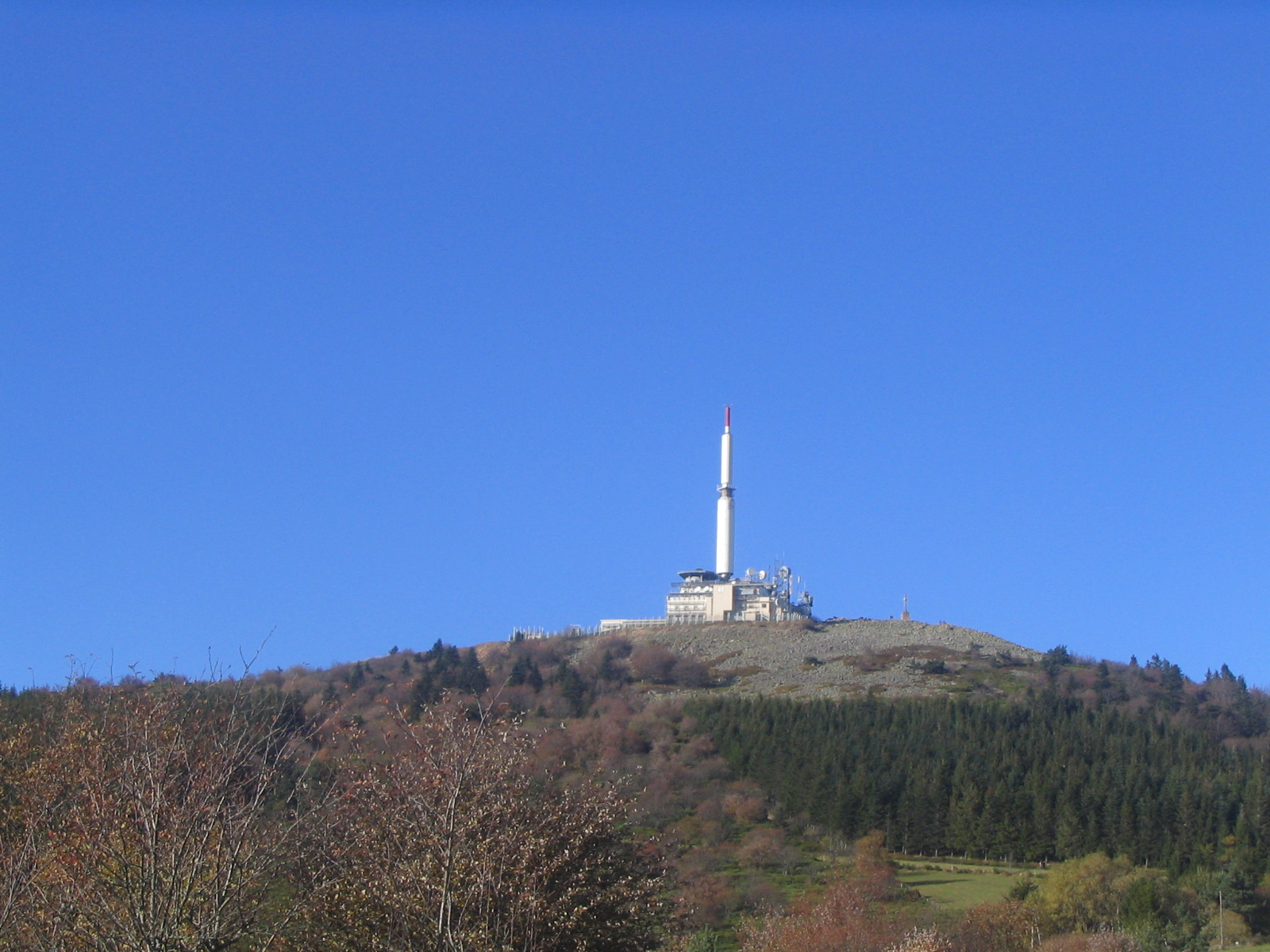
Fernsehturm auf dem Gipfel des Crêt de l’Oeillon

## Bevölkerungsentwicklung
| Jahr                       | 1962 | 1968 | 1975 | 1982 | 1990 | 1999 | 2006 | 2013 | 2022 |
| -------------------------- | ---- | ---- | ---- | ---- | ---- | ---- | ---- | ---- | ---- |
| Einwohner                  | 413  | 433  | 453  | 517  | 626  | 698  | 831  | 882  | 1006 |
| Quellen: Cassini und INSEE |      |      |      |      |      |      |      |      |      |

## Sehenswürdigkeiten
- Kirche Saint-Pancrace
- Priorei aus dem 12. Jahrhundert
- Kapelle Notre-Dame im Ortsteil Font Chara
- Kapelle La Croix des Rameaux (auch: Kapelle Rambaud) aus dem Jahr 1887
- Kapelle Saint-Antoine

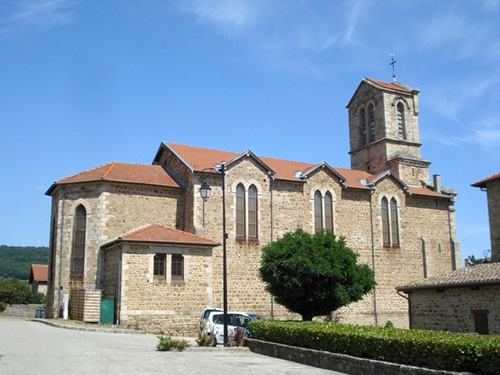
Kirche Saint-Pancrace
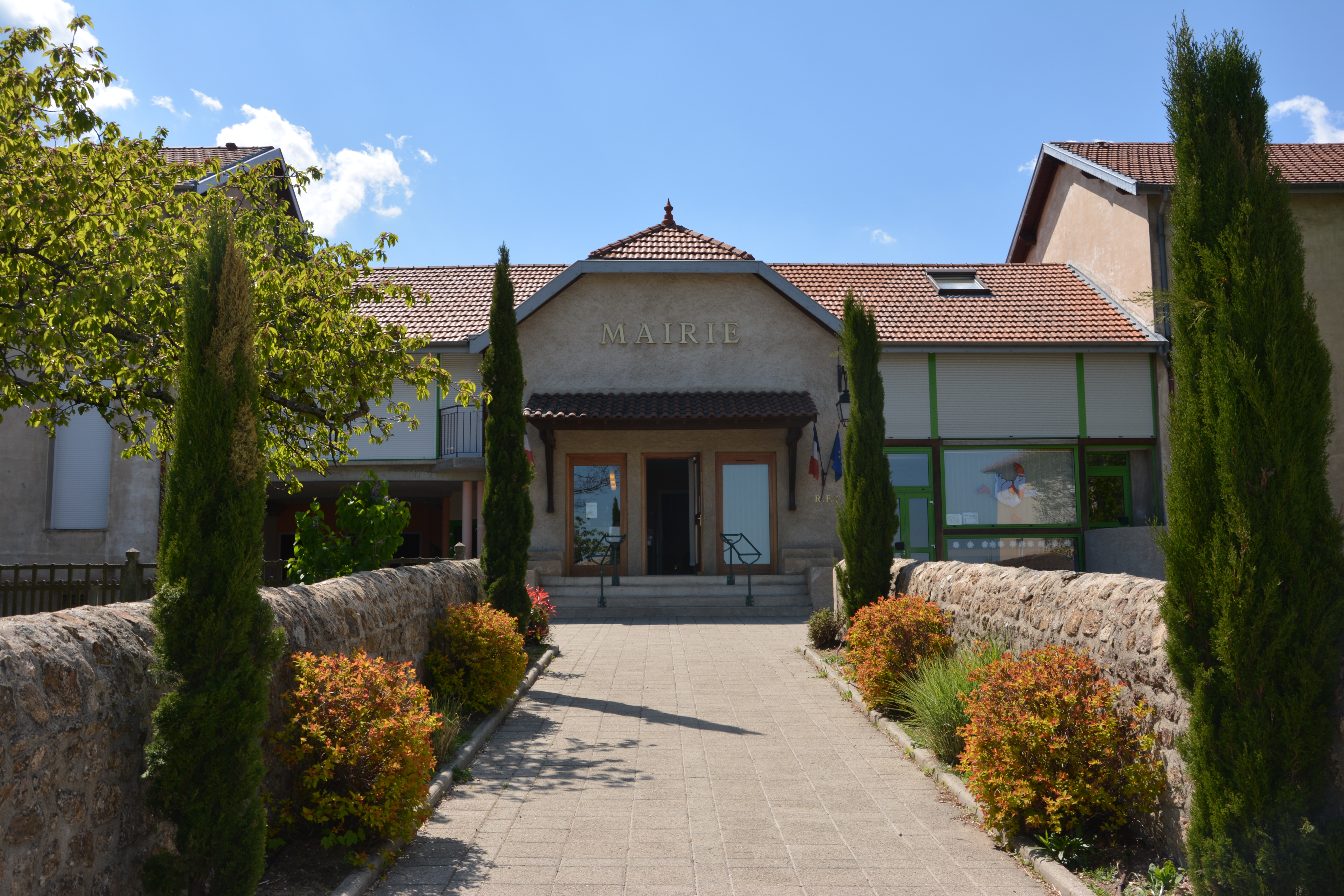
Mairie Roisey